# Otečestvennye zapiski
Otečestvennye zapiski, in cirillico Отечественные записки (solitamente tradotto in italiano con il titolo «Annali patrii»), è stata una rivista letteraria russa, pubblicata dal 1818 al 1884.

## Storia
Fondata da Pavel Svin'in nel 1818, la rivista fu pubblicata a cadenza irregolare fino al 1820; nel 1830 fu chiusa, ma fu riaperta nel 1839, grazie all'iniziativa dell'editore Andrej Kraevskij. La rivista fu conosciuta per la sua attività nella pubblicazione di opere dei più importanti autori russi dell'epoca, tra cui Ivan Aleksandrovič Gončarov, Lev Tolstoj e Fëdor Dostoevskij.
Nel 1846 molti collaboratori passarono alla rivista Sovremennik, e Otečestvennye Zapiski visse un conseguente calo di popolarità e diffusione. Una volta sparito Sovremennik, nel 1866, Otečestvennye zapiski recuperò parte della sua iniziale importanza. Negli anni 1870 la rivista sostenne il populismo russo. Nel 1884 Otečestvennye zapiski fu chiusa dalle autorità zariste.

## Opere pubblicate
- Fëdor Dostoevskij
  - Il sosia (1846)
  - Le notti bianche (1848)
  - Netočka Nezvanova (1849)
  - L'adolescente (1875)
- Lev Tolstoj
  - La mattinata di un proprietario terriero (1852)
- Ivan Gončarov
  - Oblomov (1859)